# Zadoc et le Bonheur
Pour plus de détails, voir Fiche technique et Distribution.
Zadoc et le Bonheur est un film français réalisé par Pierre-Henry Salfati, sorti en 1995.

## Fiche technique
- Titre français : Zadoc et le Bonheur
- Réalisation : Pierre-Henry Salfati
- Scénario : Pierre-Henry Salfati
- Musique : Carolin Petit
- Son : Éric Vaucher et Jean Casanova
- Production : Thierry Forte
- Photographie : Jacques Assuérus
- Montage : Chantal Pernecker
- Société(s) de production : Aria Films , M6 Films
- Société(s) de distribution : Outsider Diffusion
- Format : couleur
- Genre : drame
- Durée : 105 minutes
- Pays d'origine :  France
- Date de sortie : 1995
  -  France : 11 janvier 1995

## Distribution
- Tchéky Karyo : Zadoc
- Liane Foly : Rose
- Bernadette Lafont : Zachie
- Marc Dudicourt : le curé
- Stéphane Boucher
- Bakary Sangaré